# Quirimbo
Quirimbo é uma vila e comuna angolana que se localiza na província de Cuanza Sul, pertencente ao município da Quilenda.
Esta localidade possuía uma das mais importantes estações do Caminho de Ferro do Amboim.